# Einsatz für Lohbeck
Einsatz für Lohbeck ist eine Krimiserie der ARD, die in den Jahren 1994 und 1995 in 26 Folgen in zwei Staffeln ausgestrahlt wurde.

## Handlung
Das Team rund um Hauptkommissar Martin Lohbeck löst Fälle in Duisburg. Im Mittelpunkt der Geschichten stehen Mord, aber auch Drogenhandel und weitere Delikte. Häufig kommt dabei ein Boot der Wasserschutzpolizei zum Einsatz.

## Hintergrund
Die Serie lief in jeweils einer Staffel 1994 und 1995 im Vorabendprogramm.